# توپ طلای ۱۹۷۱
توپ طلای ۱۹۷۱ (فرانسوی: 1971 Ballon d'Or‎) ۱۶مین رویداد سالیانهٔ توپ طلا بود که از سوی مجلهٔ فرانس فوتبال به بهترین بازیکن فوتبال در سال ۱۹۷۱ اعطا گردید که در این سال، یوهان کرایف برندهٔ توپ طلا شد.

## رتبه‌بندی
| ردیف | نام              | باشگاه                           | ملیت                              | امتیاز |
| ---- | ---------------- | -------------------------------- | --------------------------------- | ------ |
| ۱    | یوهان کرایف      | هلند                             | باشگاه فوتبال آژاکس آمستردام      | ۱۱۶    |
| ۲    | ساندرو مازولا    | ایتالیا                          | باشگاه فوتبال اینتر میلان         | ۵۷     |
| ۳    | جرج بست          | ایرلند شمالی                     | باشگاه فوتبال منچستر یونایتد      | ۵۶     |
| ۴    | گونتر نتسر       | آلمان غربی                       | باشگاه فوتبال بروسیا مونشن‌گلادباخ | ۳۰     |
| ۵    | فرانتس بکن‌باوئر  | آلمان غربی                       | باشگاه فوتبال بایرن مونیخ         | ۲۷     |
| ۶    | گرد مولر         | آلمان غربی                       | باشگاه فوتبال بایرن مونیخ         | ۱۸     |
| ۶    | یوسیپ اسکوبلار   | جمهوری فدرال سوسیالیستی یوگسلاوی | باشگاه فوتبال المپیک مارسی        | ۱۸     |
| ۸    | مارتین چیورس     | انگلستان                         | باشگاه فوتبال تاتنهام هاتسپر      | ۱۲     |
| ۹    | پیت کیزر         | هلند                             | باشگاه فوتبال آژاکس آمستردام      | ۹      |
| ۱۰   | بابی مور         | انگلستان                         | باشگاه فوتبال وستهام یونایتد      | ۷      |
| ۱۰   | فرنک بنه         | مجارستان                         | باشگاه فوتبال اویپشت              | ۷      |
| ۱۲   | Yevhen Rudakov   | اتحاد جماهیر شوروی               | باشگاه فوتبال دینامو کی‌یف         | ۶      |
| ۱۳   | جاچینتو فاکتی    | ایتالیا                          | باشگاه فوتبال اینتر میلان         | ۴      |
| ۱۳   | Mimis Domazos    | یونان                            | باشگاه فوتبال پاناتینایکوس        | ۴      |
| ۱۵   | خوزه مارتینز     | اسپانیا                          | باشگاه فوتبال رئال مادرید         | ۳      |
| ۱۵   | دراگان دزاجیچ    | جمهوری فدرال سوسیالیستی یوگسلاوی | باشگاه فوتبال ستاره سرخ بلگراد    | ۳      |
| ۱۵   | برتی فوگتس       | آلمان غربی                       | باشگاه فوتبال بروسیا مونشن‌گلادباخ | ۳      |
| ۱۸   | تری کوپر         | انگلستان                         | باشگاه فوتبال لیدز یونایتد        | ۲      |
| ۱۸   | فرانسیس لی       | انگلستان                         | باشگاه فوتبال منچستر سیتی         | ۲      |
| ۱۸   | ولفگانگ اویرات   | آلمان غربی                       | باشگاه فوتبال کلن                 | ۲      |
| ۱۸   | ویلفرید فان موئر | بلژیک                            | باشگاه فوتبال استاندارد لیژ       | ۲      |
| ۲۲   | بابی چارلتون     | انگلستان                         | باشگاه فوتبال منچستر یونایتد      | ۱      |
| ۲۲   | آلبرت شسترنیوف   | اتحاد جماهیر شوروی               | باشگاه فوتبال زسکا مسکو           | ۱      |